# NASCAR Craftsman Truck Series de 1998
A Temporada da NASCAR Craftsman Truck Series de 1998 foi a quarta edição da NASCAR Camping World Truck Series, com 26 etapas disputadas o campeão foi Ron Hornaday.